# Зона-да-Мата (мезорегіон)
Зона-да-Мата (порт. Mesorregião da Zona da Mata) — адміністративно-статистичний мезорегіон в Бразилії, входить в штат Мінас-Жерайс. Населення становить 2145 тис. чоловік на 2005 рік. Займає площу 35 747,729 км². Густота населення — 60,0 чол./км².

## Склад мезорегіону
В мезорегіон входять наступні мікрорегіони:
1. Вісоза
2. Жуїс-ді-Фора
3. Катагуазіс
4. Маньюасу
5. Муріае
6. Понті-Нова
7. Уба

| Бразилія | Це незавершена стаття з географії Бразилії. Ви можете допомогти проєкту, виправивши або дописавши її. |